# El Abrojo
El Abrojo è una località del comune spagnolo di Laguna de Duero, nella comunità autonoma di Castiglia e León.
Conserva i resti del convento-eremo francescano riformato di Scala Coeli, fondato nel 1415, dove vissero Pietro di Villacreces e Pietro Regalado.